# Jedlanka (Romanów)
Jedlanka – część wsi Romanów w Polsce, położona w województwie mazowieckim, w powiecie radomskim, w gminie Jedlińsk.
W latach 1975–1998 Jedlanka należała administracyjnie do województwa radomskiego.